# نمینگا، نیو ساوت ولز
نمینگا (به انگلیسی: Nemingha) یک حومه شهر در استرالیا است که در نیو ساوت ولز واقع شده‌است.